# Medyněk
Medyněk (Holcus) je rod trav, tedy z čeledi lipnicovitých (Poaceae). Jedná se o vytrvalé, vzácně jednoleté byliny. Jsou trsnaté nebo někdy s oddenky či výběžky. Stébla dorůstají výšek zpravidla 8–150 cm. Čepele listů jsou ploché (2–16 mm široké), na vnější straně listu se při bázi čepele nachází jazýček, 1–5 mm dlouhý. Květy jsou v kláscích, které tvoří latu, jež je rozložitá nebo klasovitě či nepravidelně stažená. Klásky jsou zboku zmáčknuté, vícekvěté (zpravidla dva květy), horní květ je však jen samčí či sterilní. Na bázi klásku jsou dvě plevy, které jsou přibližně stejné, bez osin nebo je jedna či obě osinaté. Pluchy jsou někdy na vrcholu dvoulaločné, jindy nikoliv, bez osin nebo osinaté, osiny někdy jen u pluch samčích květů, osiny kolénkaté. Plušky jsou dvoukýlné. Plodem je obilka, která je neokoralá. Celkově je známo asi 9 druhů, které najdeme v Evropě, Malé Asii na Kavkaze, v severní Africe, jeden druh v jižní Africe, místy adventivní.

## Druhy rostoucí v Česku
V České republice rostou pouze dva druhy z rodu medyněk (Holcus). Medyněk vlnatý (Holcus lanatus) je hojný druh spíše vlhčích luk. Tráva je nápadně pýřitá až měkce chlupatá. Medyněk měkký (Holcus mollis) roste na úhorech, loukách a pastvinách, někdy i ve světlých lesích (často degradovaných). Patří mezi expanzivní druhy. Vzácný je v Čr jen na jihovýchodní Moravě. Medyněk měkký je na rozdíl od medyňku vlnatého skoro lysý, má však nápadně chlupatá kolénka.